# East Bloomfield
East Bloomfield es un pueblo (subdivisión administrativa) del condado de Ontario, estado de Nueva York, Estados Unidos. Según el censo de 2020, tiene una población de 3,640 habitantes.
En el estado de Nueva York, un town (en español, literalmente, pueblo) es una corporación municipal que es la división principal de cada condado (excluyendo los cinco boroughs que componen la ciudad de Nueva York), muy similar a los townships de otros estados como Pensilvania, Ohio e Indiana. Todos los residentes que no viven en una ciudad, una villa o una reserva india viven en un town.
La sede del municipio está en la villa de Bloomfield.

## Geografía
Está ubicado en las coordenadas 42°53′58″N 77°25′21″O / 42.89944, -77.42250 (42.899446, -77.422374).

## Demografía
Según la Oficina del Censo, en 2000 los ingresos medios por hogar en la región eran de $52,176 y los ingresos medios por familia eran de $56,171. Los hombres tenían unos ingresos medios de $43,438 frente a los $26,118  para las mujeres. La renta per cápita para la localidad era de $22,737. Alrededor del 4.1% de la población estaban por debajo del umbral de pobreza.
De acuerdo con la estimación 2015-2019 de la Oficina del Censo, los ingresos medios por hogar en la región son de $60,357 y los ingresos medios por familia son de $74,438. Alrededor del 7.0% de la población está por debajo del umbral de pobreza.